# Liste over hærens udstyr
Dette er en liste over det udstyr, som den kongelige danske hær i øjeblikket har.

## Våben

### Bajonet, kamp knive og forankringsværktøj
| Navn                                    | Billede | Oprindelse | Type                 | Noter                                                                                   |
| --------------------------------------- | ------- | ---------- | -------------------- | --------------------------------------------------------------------------------------- |
| Bajonet M/95 (M7 bayonet)               |         | USA        | Bajonet              | Kun brugt af Livgarden, når den er i ceremoniel uniform på vagttjeneste foran paladser. |
| Feltkniv M/96 (Glock Feldmesser FM 78)  |         | Østrig     | Kampkniv             | Standard udleveret                                                                      |
| Feltspade M/96 (Glock Entrenching tool) |         | Østrig     | Forskansende værktøj | Standard udleveret                                                                      |
| Foldekniv (Victorinox Swiss Army knife) |         | Schweiz    | Multiværktøj         | Udleveret til HBU/MBU værnepligtige som alment multiværktøj                             |
| Multi-Tool (Victorinox Swiss Tool)      |         | Schweiz    | Multiværktøj         | Udleveret til KSE og højere som multiværktøj til generelle formål                       |

### Pistoler
| Model                            | Billede | Oprindelse | Type   | Kaliber      | Noter |
| -------------------------------- | ------- | ---------- | ------ | ------------ | --- |
| Pistol 9mm P320 (P320 X-Carry)   |         | USA        | Pistol | 9x19 mm NATO | Standardudgave pistol Udleveret med: - Udblændet magwell Der var en mindre tvist med Glock omkring adoptionen Ingen M/XX nr. på grund af ny navnekonvention for der våben se M60 og M72              |
| Pistol 9mm P365 (SIG Sauer P365) |         | USA        | Pistol | 9x19 mm NATO | Micro-Compact til brug af Militærpolitiet og SOKOM Ingen M/XX nr. på grund af ny navnekonvention for der våben se M60 og M72                                                                         |
| Pistol M/?? (Glock 20)           |         | Østrig     | Pistol | 10x25 mm     | Brugt af Slædepatruljen Sirius på Grønland Slædepatruljen Sirius har unikt tilladelse til at bruge hulpunktsmutation (Normalt forbudt i krig af Hauge) på grund af det farlige vildt liv på Grønland |

### Rifler
| Model                                    | Billede | Oprindelse | Type              | Kaliber         | Noter |
| ---------------------------------------- | ------- | ---------- | ----------------- | --------------- | --- |
| Gevær M/95 (Colt Canada C7 rifle)        |         | Canada     | Stormgevær        | 5,56x45 mm NATO | Anvendes af værnepligtige fra Livgarden og Hjemmeværnsenheder . Udleveret med: - Aimpoint Reddot |
| Gevær M/10 A4 (Colt Canada C8 IUR rifle) |         | Canada     | Stormgevær        | 5,56x45 mm NATO | Standard tjeneste riffel. Udleveret til aktivt personale med: - Magpul CRT kolbe - Steiner Defence D-BAL A3 laser /lys - Magpul lodrette forgreb, vinklet eller håndstop - Elcan Spectre 1-4x optisk med indbygget rød prik Udleveret til HBU med: - Magpul CRT kolbe - Magpul M-Bus flip-up jernsigte Udleveret til MBU med: - Magpul CRT kolbe - Elcan C79 3,4x optisk sigte |
| Gevær M/10 A2 (Colt Canada C8 IUR rifle) |         | Canada     | Stormgevær        | 5,56x45 mm NATO | Anvendes hovedsageligt af værnepligtige stadig standardtjeneste i nogle enheder Udleveret med: - Diemaco A2 kolbe - Elcan C79 3,4x optisk sigte |
| Karabin M/96 (Colt Canada C8 carbine)    |         | Canada     | Karabin           | 5,56x45 mm NATO | Anvendes af hjemmeværnsenheder Udleveret med: - Diemaco A2 kolbe - Elcan C79 3,4x optisk sigte - Aimpoint Reddot |
| Gevær M/?? (MK18)                        | </img>  | USA        | Karabin           | 5,56x45 mm NATO | Brugt af Jægerkorpset |
| Gevær M/?? (SIG MCX)                     |         | USA        | Karabin           | 7,62x35 mm      | Brugt af Jægerkorpset |
| Gevær M/53-17 (M1917 Enfield )           |         | USA        | Bolt-Action Rifle | 7,62x63 mm      | Moderniseret Brugt af Slædepatruljen Sirius på Grønland Slædepatruljen Sirius har unikt tilladelse til at bruge hulpunktsmutation(Normalt forbudt i krig af Hauge) på grund af Grønlands farlige vildt liv |

### Maskingevær
| Model                                              | Billede | Oprindelse | Type                   | Kaliber           | Noter |
| -------------------------------------------------- | ------- | ---------- | ---------------------- | ----------------- | --- |
| Let Støttevåben M/04 (Diemaco LSW)                 |         | Canada     | Let støttevåben        | 5,56x45 mm NATO   | Anvendes af hjemmeværnsenheder Udleveret med: - ELCAN LMG C79 3,4x - Trommemagasin Fik det uformelle kaldenavn "Lorte Spasser Våben", fordi det var et våben designet til at gøre alt, men kunne ikke noget                                                                          |
| Let Maskingevær M/?? (FN Minimi)                   |         | Belgien    | Let maskingevær        | 5,56x45 mm NATO   | Brugt af Frømandskorpset og Jægerkorpset |
| Let Maskingevær M/62 (MG3)                         |         | Tyskland   | Almindelig maskingevær | 7,62×51 mm NATO   | Anvendes af hjemmeværnet Køretøj monteret i Leopard 2 og CV90 Mange uformelle navne som Nazisaven, Hitlersaven eller Jødesaven |
| Let maskingevær M/60 (M60E6)                       |         | USA        | Let maskingevær        | 7,62 x 51 mm NATO | Leveret af US Ordnance, opgradering af M60E4 . Udleveret til aktivt personale med: - ELCAN Spectre DR 1-4x - Mål rød prik - Elcan LMG C79 Natoptik - Steiner Defence D-BAL A3 laser /lys - Magpul Lodret forgreb Udleveret til MBU med: - ELCAN LMG C79 3,4x - Magpul Lodret forgreb |
| Tungt Maskingevær M/2001 (M2 Browning machine gun) |         | USA        | Tungt maskingevær      | 12,7×99 mm NATO   | Monteret på et køretøj eller stativ Udleveret med: - ELCAN Spectre DR 1,5-6x - ELCAN C79 TMG Natoptik - Termisk i STAVS |

| Model                                              | Billede | Oprindelse             | Type                  | Kaliber         | Noter                               |
| -------------------------------------------------- | ------- | ---------------------- | --------------------- | --------------- | ----------------------------------- |
| Finskyttegevær, Kort (Colt Canada C20 DMR)         | [ a ]   | Canada                 | Udpeget skytterriffel | 7,62×51 mm NATO | Erstatning for HK417 starter i 2021 |
| Finskyttevåben M/04 (Sako TRG)                     |         | Finland                | Snigskytteriffel      | 8,6x70 mm       | [ 23 ]                              |
| Finskyttegevær, Lang (Accuracy International AX50) |         | Det Forenede Kongerige | Anti-materiel riffel  | 12,7×99 mm NATO | Finskyttegevær, Lang (FINSKGV,L)    |
| Minerydningsgevær M/90 (Barrett M82)               |         | USA                    | Anti-materiel riffel  | 12,7×99 mm NATO | Primært brugt til EOD               |

| Model                                         | Billede | Oprindelse | Type                                | Kaliber                                                | Noter |
| --------------------------------------------- | ------- | ---------- | ----------------------------------- | ------------------------------------------------------ | --- |
| PVV M/72 ECLAW (M72 EC)                       |         | Norge      | Engangs anti-tank våben             | 66<span typeof="mw:Entity" id="mwAnw">&nbsp;</span>mm  | ECLAW (Enhanced Capability Light Antitank Weapon) variant                                                                          |
| PVV M/95 (AT4)                                |         | Sverige    | Engangs anti-tank våben             | 84 mm                                                  | Omkring i begrænsede mængder og de fleste er blevet doneret til Ukraine men er stadig det dominerende træningsvåben for HRU og MBU |
| Dysekanon M/85 (Carl Gustav recoilless rifle) |         | Sverige    | Man-bærbart multi-rolle våbensystem | 84 mm                                                  | M3 udfaset i 2021 erstattes af M4                                                                                                  |
| Panserværnsmissilsystem SPIKE (SPIKE LR2)     |         | Israel     | Anti-tank styret missil             | 130<span typeof="mw:Entity" id="mwArQ">&nbsp;</span>mm | Skal monteres på køretøj |

### Menneske-bårne jord-til-luft missiler
| Model          | Billede | Oprindelse | Type                            | Kaliber                          | Noter |
| -------------- | ------- | ---------- | ------------------------------- | -------------------------------- | --- |
| FIM-92 Stinger |         | USA        | Man-bærbart jor-til-luft missil | 70 mm infrarød målsøgningsmissil | Har været på køl i årevis, nogle blev doneret til Letland i 2018 og i 2020 diskuterede den danske hær deres genindførelse |

### Granatkastere
| Model                              | Billede | Oprindelse | Type                  | Kaliber                                               | Noter |
| ---------------------------------- | ------- | ---------- | --------------------- | ----------------------------------------------------- | --- |
| GRK M/03 40 mm (M203 Granatkaster) |         | USA        | Granatkaster          | 40<span typeof="mw:Entity" id="mwAus">&nbsp;</span>mm | Anvendes af hjemmeværnsenheder, passer på M95 rifler. Lavet af Diemaco                                                                                              |
| GRK M/10 40 mm (M203 Granatkaster) |         | USA        | Granatkaster          | 40<span typeof="mw:Entity" id="mwAwQ">&nbsp;</span>mm | Ny modificeret M203 granatkaster lavet af Lewis Machine &amp; Tool Company, der passer til M10 riflen. Kan bruges "standalone" på en kolbe eller monteret på riflen |
| GRK Y2 40 mm (Milkor MGL)          |         | USA        | Revolver granatkaster | 40<span typeof="mw:Entity" id="mwAxc">&nbsp;</span>mm | Brugt af militærpolitiet |

### Indirekte ildvåben
| Navn                                  | Billede | Oprindelse | Type   | Kaliber | Antal  | Noter |
| ------------------------------------- | ------- | ---------- | ------ | ------- | ------ | --- |
| Let Mortér M/06                       |         | Spanien    | Morter | 60 mm   | 100+   | Lavet af Expal Udfaset på grund af defekter, der gør det unøjagtigt og forårsager katastrofale fejl Diskussion om nye lette morter i gang |
| Middel Tung Mortér M/?? (M252 Morter) |         | USA        | Morter | 81 mm   | Ukendt | Brugt af Slesvigske Fodregiment (Let infanteri)                                                                                           |
| Tung Mortér M/10 (Soltam K6)          |         | Israel     | Morter | 120 mm  | 20+    | [ 39 ] |

### Granater og miner
| Navn                         | Billede | Oprindelse             | Type                       | Oplade                            | Noter                               |
| ---------------------------- | ------- | ---------------------- | -------------------------- | --------------------------------- | ----------------------------------- |
| Håndgranat M/54              |         | Danmark                | Fragmenteringsgranat       | 540 g                             | Udleveret med et nyt plastikhængsel |
| Minihåndgranat (MISAR MU)    |         | Italien                | Mini- Fragmenteringsgranat | 50 g                              | Brug ukendt                         |
| 1 Bang M/??                  |         | Det Forenede Kongerige | Chokgranat                 | 1 Bang                            | Udleverede chokgranat               |
| 6-Bang M/05                  |         | Det Forenede Kongerige | Chokgranat                 | 6 Bang                            | Udleverede chokgranat               |
| Alarmmine M/87               |         | Ukendt                 | Alarm mine                 | Pyroteknik fosforbaseret          | Snubletråds advarselsenhed          |
| Personelmine M/80 (Claymore) |         | USA                    | Antipersonel mine          | 700 stålkugler pr. enhed 680 g C4 | Command detoneret                   |
| FFV-013 (Fordonsmina 013)    |         | Sverige                | Antipersonel mine          | 1.200 stålkugler pr. enhed        | Command detoneret                   |
| Pansermine M/88              |         | Ukendt                 | Anti-tank mine             |                                   | [ 46 ]                              |
| Røghåndgranat M/57           |         | Ukendt                 | Røggranat                  | Fosforbaseret                     |                                     |
| Røghåndbombe M/77            |         | Ukendt                 | Røggranat                  | Fosforbaseret                     |                                     |
| Røghåndbombe M/93            |         | Ukendt                 | Røggranat                  | Fosforbaseret                     |                                     |

### Opbevaring/testvåben ikke i aktiv brug af den danske hær
| Navn                                 | Billede | Oprindelse    | Type                   | Kaliber            | Bemærk |
| ------------------------------------ | ------- | ------------- | ---------------------- | ------------------ | --- |
| M/49 Neuhausen (SIG P210)            |         | Schweiz       | Pistol                 | 9x19 mm NATO       | Efter dens udskiftning med P320 er der stadig omkring 20.000 på lager, indtil en bortskaffelsesmetode er fundet. Våbnene kan ikke ødelægges på grund af det økonomiske tab og kan ikke sælges på grund af deres HMAK/FMI regeringsstempel og frygten for at de kan ende i OPFORs hænder på det brugte marked |
| Pistol M/?? (Heckler & Koch USP9 SD) |         | Tyskland      | Pistol                 | 9x19 mm NATO       | Blev brugt af Protection teams, Frømandskorpset og Jægerkorpset Erstattet af SIG Sauer P320 X-Carry og SIG SauerP365 Samme situation som Neuhausen på lager indtil bortskaffelsesmetode er fundet. |
| Pistol M/?? (Glock 17)               |         | Østrig        | Pistol                 | 9x19 mm NATO       | Brugt af Frømandskorpset Erstattet af SIG Sauer P320 X-Carry og SIG SauerP365 Samme situation som Neuhausen på lager indtil bortskaffelsesmetode er fundet. |
| Maskinpistol M/49 (Carl Gustaf m/45) |         | Danmark       | Maskinpistol           | 9x19 mm NATO       | Udfaset til fordel for teleskopiske M/75'ere og senere M/96'ere. Er stadig på lager rundt på baserne til momenter Blev fremstillet i Danmark under licens fra Carl Gustafs Stads Gevärsfaktori Senere erstattet af MP5 indtil konceptet omkring maskinpistolen helt blev droppet i 2010 af det danske forsvar til fordel for kompakte karabiner. (Bemærk MP5 er ikke på denne liste da restlageret blev overført til Rigspolitiet ) |
| Gevær M/75 (Heckler & Koch G3)       |         | Tyskland      | Kampriffel             | 7,62×51 mm NATO    | Udfaset, men der er stadig 15.000 på lager til totalforsvaret, der blev 2023 stillet spørgsmålstegn ved det i Folketinget |
| Kalashnikov AK-74                    |         | Sovjetunionen | Stormgevær             | 545x39 mm          | Brugt som testvåben af Hærens kampskole til at teste udstyr til Afghanistan Brugt af hæren til våbenkendskab til at hjælpe med at træne ANA |
| Kalashnikov AKM                      |         | Sovjetunionen | Stormgevær             | 762 x 39 mm        | Brugt som testvåben af Hærens kampskole til at teste udstyr til Afghanistan Brugt af hæren til våbenkendskab til at hjælpe med at træne ANA |
| Kalashnikov PKM                      |         | Sovjetunionen | Almindelig maskingevær | 762x54mmR          | Brugt som testvåben af Hærens kampskole til at teste udstyr til Afghanistan Brugt af hæren til våbenkendskab til at hjælpe med at træne ANA |
| RPG-7                                |         | Sovjetunionen | Raketdrevet granat     | Uvist hvilken type | Brugt som testvåben af Hærens kampskole til at teste udstyr til Afghanistan Brugt af hæren til våbenkendskab til at hjælpe med at træne ANA Omkring 8000 (for det meste købt ind, da lagerbeholdningen ikke er nær så stor) sammen med 29.000 raketter blev doneret til Ukraine |

## Personligt udstyr

### Uniformer
| Navn                       | Billede | Oprindelse                                     | Camo | Noter |
| -------------------------- | ------- | ---------------------------------------------- | ---- | --- |
| Uniformssystem M/84        |         | Danmark                                        |      | Det gamle standard uniformssystem, der stadig findes i meget begrænset brug |
| Uniformssystem M/11        |         | Danmark                                        |      | Standard uniform system 3 udstedte typer: - LET (afbildet) - ALM (forkortelse for Almindlig, er lidt tykkere og har et andet lommelayout - Regn et sæt regnjakke og bukser med udskæring til at fungere med enten LET eller ALM (Skal udfases af NCU-systemet 2023-2025 ) |
| CBRN-dragt M/13            |         | Ukendt                                         |      | CBRN-dragt |
| Nordic Combat Uniform M/XX |         | NORDEFCO - Danmark - Sverige - Norge - Finland |      | Det nye standard uniform system der begynder indfasning i 2023 Udviklet i fællesskab af NORDEFCO- medlemmer Lavet af et konsortium bestående af: - Oskar Pedersen AS - Aclima - Woolpower - Siamidis - Gore Tex                                                           |

| Navn                                                                                                  | Billede | Farve | Oprindelse | Noter            |
| --- | ------- | ----- | ---------- | ---------------- |
| Støvle, Kamp, Let, M/18, Haix/Let (HAIX Forsvaret Combat Boot Light modified HAIX BLACK EAGLE NATURE) |         | Brun  | Tyskland   | Garnison brug    |
| Støvle, Kamp, Svær, M/18, Haix (HAIX Forsvaret Combat Boot Heavy modified Haix Nepal Pro)             |         | Brun  | Tyskland   | Kampbrug         |
| Støvle, Kamp, Let, M/18, AKU (AKU Pilgrim GTX Combat)                                                 |         | Brun  | Italien    | Garnison brug    |
| Støvle, Kamp, Svær, M/18, AKU (AKU Griffon Combat)                                                    |         | Brun  | Italien    | Kampbrug         |
| Støvle, Kamp, Let, M/18, Meindl (Meindl Dovre Extreme)                                                |         | Brun  | Tyskland   | Garnison brug    |
| Støvle, Kamp, Svær, M/18, Meindl (?)                                                                  |         | Brun  | Tyskland   | Kampbrug         |
| Støvle Sikkerhed M/14 (?)                                                                             |         | Brun  | Ukendt     | Sikkerhedsstøvle |
| Ørken støvle M/?? (?)                                                                                 |         | Tan   | Ukendt     | Kampbrug         |

### Lastbærende udstyr og personlige værnemidler
| Navn                                                          | Billede                      | Oprindelse             | Type               | Camo | Noter |
| ------------------------------------------------------------- | ---------------------------- | ---------------------- | ------------------ | ---- | --- |
| Oppakningssystem M/96 (PCLE)                                  |                              | Det Forenede Kongerige | Lastbærende system |      | Anvendes i uddannelse af HBU og i Hjemmeværnet                                                                                |
| Fragmentationsvest M/2000                                     |                              | Ukendt                 | Fragmenteringsvest |      | Begrænset brug |
| Kamp Vest M/05                                                | Grøn vest båret over M/2000) | Ukendt                 | Lastbærende system |      | Begrænset brug |
| Beskyttelsesvest Svær M/12 (TYR Tactical PICO-MV DK)          |                              | USA Denmark            | Pladebærer         |      | Standard beskyttelses system for Forsvarets og Hjemmeværnets indsatsenheder Udleveret sammen med et TYR Tactical Brokos bælte |
| Beskyttelsesvest Let M/12 (Ukendt TYR Tactical Slick Carrier) | [ a ]                        | USA Denmark            | Pladebærer         |      | Køre model af vesten med molle og sideplader fjernet for at gøre det nemmere at komme ind i IKK, KVG og så videre             |
| Beskyttelsesvest Svær M/12 (TYR Tactical Female PICO-MV.)     | [ a ]                        | USA Denmark            | Pladebærer         |      | Ny kvindelig bærer, der skal forbedre komforten for kvinder, indfase dato og brugere er endnu ikke bekræftet                  |

### Hjelme
| Navn                                       | Billede | Oprindelse | Type                      | Camo | Noter |
| ------------------------------------------ | ------- | ---------- | ------------------------- | ---- | --- |
| Telehjelm M/? (GENTEX-BOSE CVC Helmet)     |         | USA        | Kommunikationshjelm       |      | Brugt af køretøjets mandskab under udskiftning, men stadig meget brugt |
| Telehjelm M/?                              | [ a ]   |            | Kommunikationshjelm       |      | Anvendes af køretøjets mandskab Erstatning for den gamle telehjelm Har optrådt et par gange i nogle enheder |
| Hjelm M/96 (SPECTRA)                       |         | USA        | Ballistisk hjelm          |      | Standard udleveret hjelm findes stadig i dag da de er blevet renoveret flere gange Udfases i øjeblikket af M/20 |
| Hjelm M/10 (Gentex USGI)                   |         | USA        | Ballistisk hjelm          |      | Blev haste indkøbt til krigen i Afghanistan, hvor soldat havde problemer med M/96 Var aldrig standard brug. Blev hovedsageligt blev brugt af de danske ISAF- hold, ses stadig i en vis brug på MBU hold ved Gardehusarregimentet |
| Hjelm M/12 (Revision Batlskin Cobra)       |         | USA        | Ballistisk hjelm          |      | Var meningen, at den skulle blive standardhjelmen , men var af ukendte årsager begrænset til udsendelser. Erstattet af M/20 men bruges stadig af hjemmeværnsenheder og nogle aktive enheder                                      |
| M/20 Ikke operationel (Galvion PDXT Basic) |         | USA        | Træningshjelm             |      | Udleveret for værnepligtige Den ikke-operative hjelm beregnet til HBU-værnepligtige for at sikre, at de ikke kommer til skade Uformelt omtalt som " Cykelhjelmen " på grund af manglende ballistisk beskyttelse                  |
| M/20 Operationel (Galvion PDXT)            |         | USA        | Ballistisk hjelm          |      | Standard udleveret hjelm |
| Hjelm M/? (Revision Viper P2)              |         | USA        | High-Cut Ballistisk hjelm |      | High-Cut hjelm udleveret til Finskytter og JTAC Bliver udfaset af Galvion Caiman efterhånden som de slides ned |
| Hjelm M/? (Galvion Batlskin Caiman)        | [ a ]   | USA        | High-Cut Ballistisk hjelm |      | High-Cut hjelm udleveret til Finskytter og JTAC efter Revision Military blev til Galvion |
| Hjelm M/? (OPS-CORE FAST)                  |         | USA        | High-Cut Ballistisk hjelm |      | High-Cut hjelm udstedt til SOKOM |

### CBRN åndedrætsværn
| Navn                                         | Billede | Oprindelse             | Type       | Noter                                                                   |
| -------------------------------------------- | ------- | ---------------------- | ---------- | ----------------------------------------------------------------------- |
| CBRN Maske M/?? (S10 NBC Respirator)         |         | Det Forenede Kongerige | CBRN-maske | Udfaset CBRN-maske Stadig i brug nogle steder for HBU og i hjemmeværnet |
| CBRN-maske M/18 (General Service Respirator) |         | Det Forenede Kongerige | CBRN-maske | Standard udleveret CBRN-maske                                           |

### Høreværn
| Navn                 | Billede | Oprindelse | Type                                    | Noter                                                             |
| -------------------- | ------- | ---------- | --------------------------------------- | ----------------------------------------------------------------- |
| Invisio X5           | [ a ]   | USA        | Aktivt "In-Ear Bone Conduction" headset | Købt oprindeligt i sort og senere i Tan                           |
| 3M Comtac Peltor XPI |         | USA        | Aktivt headset                          | Primært kun ankommet indtil videre til SOKOM og kamptrops enheder |

## Taktisk og kommunikationsudstyr
| Navn                                                              | Billede | Oprindelse             | Type                            | Noter                                                                                   |
| ----------------------------------------------------------------- | ------- | ---------------------- | ------------------------------- | --------------------------------------------------------------------------------------- |
| Signalpistol M/59                                                 |         | Det Forenede Kongerige | Signalpistol                    | Uformelt omtalt som Sørøveren, fordi den ligner en gammel flintlås Ved at blive udfaset |
| Signal Pistol M/??                                                |         | Ukendt                 | Signalpistol                    | Erstatning for M/59                                                                     |
| PRR M/07 "Bowman" (Personal Role Radio)                           |         | Det Forenede Kongerige | UHF radio                       | Brugt af HBU men udfases langsomt af Sepura STP9000 Tetra                               |
| Sepura STP9000 Tetra                                              |         | Det Forenede Kongerige | VHF / UHF radio                 | Brugt af Garnisonsvagtenheder og HBU                                                    |
| AN/PRC-152                                                        |         | USA                    | VHF / UHF radio                 | Standard VHF/UHF radio (Længere rækkevidde end SPR)                                     |
| RF-7800S SPR                                                      |         | USA                    | UHF radio                       | Standard UHF radio                                                                      |
| RF-5800H                                                          |         | USA                    | HF radio                        | Standard HF-radio                                                                       |
| Nat-brille M/97 (AN/PVS-7)                                        |         | USA                    | Kikkert Night Vision-enhed      | Anvendes af HBU                                                                         |
| Nat-brille M/03 (AN/PVS-14)                                       |         | USA                    | Monokulært nattesynsenhed       | Oprindeligt købt hos ITT Industries i 03. Anvendes af HRU og HBU.                       |
| Nat-brille M/18 (Theon Argus FS)                                  |         | Grækenland             | Monokulært nattesynsenhed       | Standard udleveret, erstatter M/03                                                      |
| Termisksigte M/09 (L3 Insight MTM monocular)                      |         | USA                    | Håndholdt termisk sigte         | Bruges til erkendelse af fjendens varmesignaturer                                       |
| Natobservationskikkert M/?? (Wild Heerbrugg Wild Heerbrugg BIG 3) |         | Schweiz                | Håndholdt observationskikkert   | Bruges til observation under natkamp                                                    |
| Safran Electronics & Defense JIM LR                               |         | France                 | Multifunktionel optronisk enhed | Bruges til afstandsmåling og erkendelse af fjendens varmesignaturer                     |
| LAM M/19 (Vectronix Terrapin X)                                   |         | France                 | Laser afstandsmåler             | For Finskyttehold                                                                       |
| Spotting Scope M/20 (Hensoldt Spotter 60)                         |         | Germany                | Spotter Scope                   | For Finskyttehold                                                                       |
| Systematic A/S SitaWare                                           |         | Denmark                | Kampstyringssystem              | Stor skala C4ISR-system                                                                 |

## Køretøjer

### Panser
| Name                          | Image | Origin                         | Type                    | Quantity | Notes |
| ----------------------------- | ----- | ------------------------------ | ----------------------- | -------- | --- |
| KMW/Rheinmetall Leopard 2A7DK |       | Tyskland                       | Kampvogn                | 44       | Væbnet med: - Rh-120 L/55 120mm - APFSDS Tungsten - Canister - HEAT - MG3 tårngevær - Røg |
| BAE Systems AB CV9035DK       |       | Det Forenede Kongerige Sverige | Infanterikampkøretøj    | 44       | Panserinfanteri transport Væbnet med: - Bushmaster III 35mm - APDS Tungsten - ABM-KETF - HEI - MG3 tårngevær - Røg Får en opdatering og våben opgradering i 2024-2026 |
| MOWAG Piranha III             |       | Schweiz                        | Panseret Mandskabsvogn  | 95       | 3 IIIH (19 doneret til Moldova) 92 IIIC Væbnet med: - M2 Browning |
| GDELS-Mowag Piranha V         |       | USA · Schweiz                  | Pansret Mandskabsvogn   | 360      | Flere varianter: - Mekaniseret infanteri køretøj - CIS køretøj - Kommando køretøj - Ingeniør transport - Mekaniker transport - Pansret Sanitetsvogn - Morterbære Planlagt: - Luftværn Væbnet med: - M2 Browning STAVS efter type - M2 Browning tårn efter type Planlagt væbning: - Oerlikon KCE 30 mm - AHEAD |
| MOWAG DURO III                |       | Schweiz                        | Pansret Sanitetsvogn    | 29       | Pansret Sanitetsvogn |
| GDELS-Mowag Eagle IV          |       | USA · Schweiz                  | Pansret patruljekøretøj | 85       | Brugt til: - Patrulje - Støtte - Rekognoscering - Utility Væbnet med: - M2 Browning STAVS |
| GDELS-Mowag Eagle V           |       | USA · Schweiz                  | Pansret patruljekøretøj | 93       | Brugt til: - Patrulje - Elektronisk krigsførelse - Støtte, logistik - Rekognoscering - Utility Planlagt: - Panserraket jæger Væbnet med: - M2 Browning STAVS Planlagt væbning: - SPIKE LR2 ATGM |
| Supacat HMT 400               |       | Det Forenede Kongerige         | Panservogn              | 15       | Brugt af Jægerkorpset |
| M113 G4 DK                    |       | USA                            | Pansret Mandskabsvogn   | 8        | Brændbil (Skydebaner) Sne rydning |

### Artilleri
| Navn                     | Billede | Oprindelse | Type                  | Kaliber       | Antal | Noter |
| ------------------------ | ------- | ---------- | --------------------- | ------------- | ----- | --- |
| Soltam Systems Cardom 10 |         | Israel     | Morter / Morterlbærer | 120 mm        | 15+6  | Monteret på Piranha V. |
| Elbit Systems ATMOS 2000 |         | Israel     | Selvkørende haubits   | 155 mm        | 19    | Forventes at blive leveret i 2024 som erstatning for Caesar, lastbilen er endnu ikke besluttet                                     |
| Elbit Systems PULS       |         | Israel     | Raketkaster           | 122 mm 160 mm | 8     | Moderniseret Lynx MLRS udviklet i 2018 efter Elbit opkøbte af IMI . Forventes at blive leveret i 2023, lad er endnu ikke besluttet |
| Aldrig kommet i tjeneste |         |            |                       |               |       | |

| Name                              | Image | Origin   | Type     | Caliber | Quantity | Notes                                                                                       |
| --------------------------------- | ----- | -------- | -------- | ------- | -------- | ------------------------------------------------------------------------------------------- |
| Rheinmetall Oerlikon Skyranger 30 |       | Tyskland | Luftværn | 30mm    | Unknown  | Valgt i 2023. Leverings dag og missil type er stadig ukendt Monteres på Piranha V undervogn |

### Ingeniør og logistik
| Name | Image | Origin              | Type                                                   | Quantity     | Notes |
| --- | ----- | ------------------- | ------------------------------------------------------ | ------------ | --- |
| Wisent 1 |       | Vesttyskland        | Panserbjergningvogn                                    | 10           | |
| PNBJVG Panserbjergningvogn                                                                                         |       |                     | Panserbjergningvogn                                    | 10+1 planned | Planlagt for 2025 |
| PNMIRK Pansret minerydningskøretøj                                                                                 |       | Tyskland            | Pansret minerydningskøretøj                            | 4 (3)        | Baseret på Wisent 1 |
| PNIGK Pansret Ingeniørkøretøj                                                                                      |       | Tyskland            | Pansret Ingeniørkøretøj                                | 2 (3)        | Baseret på Wisent 1 |
| PNMIRK/PNINK Pansret minerydningskøretøj/Pansret Ingeniørkøretøj (Armored MCV and Engineer vehicle based on LEO 2) |       |                     | Pansret minerydningskøretøj og Pansret Ingeniørkøretøj | 6 Planlagt   | Planlagt for 2025 |
| Pansret Broslægningsvogn Biber                                                                                     |       | Vesttyskland        | Pansret Broslægningsvogn                               | 10           | |
| Pansret Broslagningsvogn Leguan                                                                                    |       | Tyskland            | Pansret Broslægningsvogn                               | 6+1          | Six machines to be received between 2023 and 2025. |
| MAN HX77 |       | Østrig / · Tyskland | Logistikkøretøj                                        | 215          | |
| MAN SX45 |       | Østrig / · Tyskland | Logistikkøretøj                                        | 47           | 18 used as recovery vehicle |
| Scania |       | Sverige             | Logistikkøretøj                                        | ~950         | Scania R450 4x2NA, 6x4NA and R650 8x4/4 Used in different roles: - Recovery vehicle - Heavy Transport truck - Support vehicle Both road and terrain variants. Armoured and unarmoured. |
| Hydrema MCV 910 |       | Danmark             | Minerydningskøretøj                                    | 16           | |
| JCB HMEE |       | USA                 | Pansret traktor                                        | 6            | |

## Flyvere
Helikoptere
Alle hærens helikoptere er rykket til Helicopter Wing Karup under Flyvevåbnet.

### Droner
| Name                                             | Image | Origin | Type  | Quantity                                                           |
| ------------------------------------------------ | ----- | ------ | ----- | ------------------------------------------------------------------ |
| AeroVironment RQ-20 Puma                         |       | USA    | Drone | Brugt Efterretningsregimentets UAS enheder                         |
| FLIR Unmanned Aerial Systems AS Black Hornet PRS |       | Norge  | Drone | Ukendt Forsvaret har kun indrømmet købet men ikke mænde eller brug |

## Andre Køretøjer
| Name                      | Image | Origin            | Type                                             | Notes |
| ------------------------- | ----- | ----------------- | ------------------------------------------------ | --- |
| Mercedes Geländewagen     |       | Tyskland          | Mobility vehicle                                 | Flere modeler: - Mercedes G270CDI/28 - Mercedes G280CDI/28 - Mercedes 290GD - Mercedes 300GE/28 (EOD) Phased out from operational use by the Eagle family but still around as utility at bases |
| Volkswagen T5             |       | Tyskland          | Minibus                                          | Genneral not-tactical transport Being phased out by Mercedes 113 "Vito" |
| Mercedes Vito 113 Tourer  |       | Tyskland          | Minibus                                          | Genneral not-tactical transport |
| Mercedes Vito W447 Tourer |       | Tyskland          | Minibus                                          | Genneral not-tactical transport |
| Mercedes 210 "Sprinter"   |       | Tyskland          | Light utility vehicle                            | [ 88 ] |
| Mercedes 212 "Sprinter"   |       | Tyskland          | Light utility vehicle                            | [ 88 ] |
| Nissan Navara             |       | Japan             | Light utility vehicle                            | [ 88 ] |
| Peugeot 308               |       | France            | Service car for officers                         | [ 88 ] |
| MAN HX 77                 |       | Østrig / Tyskland | Armoured logistic vehicle                        | MAN chassis The MAN trucks are being replaced by Scania AB trucks. |
| MAN SX 45                 |       | Østrig / Tyskland | Armoured logistic vehicle                        | MAN chassis The MAN trucks are being replaced by Scania AB trucks. |
| MAN 13.192                |       | Østrig / Tyskland | Medium utility truck                             | MAN chassis The MAN trucks are being replaced by Scania AB trucks. |
| MAN 18.225                |       | Østrig / Tyskland | Medium utility truck                             | MAN chassis The MAN trucks are being replaced by Scania AB trucks. |
| MAN 27.314                |       | Østrig / Tyskland | Heavy utility truck                              | MAN chassis The MAN trucks are being replaced by Scania AB trucks. |
| MAN 26.372                |       | Østrig / Tyskland | Tank truck                                       | MAN chassis The MAN trucks are being replaced by Scania AB trucks. |
| MAN 25.322                |       | Østrig / Tyskland | Container carrier                                | MAN chassis The MAN trucks are being replaced by Scania AB trucks. |
| MAN 27.314                |       | Østrig / Tyskland | Mobile communication center                      | MAN chassis The MAN trucks are being replaced by Scania AB trucks. |
| MAN 40.400                |       | Østrig / Tyskland | Prime MBT mover                                  | MAN chassis The MAN trucks are being replaced by Scania AB trucks. |
| MAN 35.460                |       | Østrig / Tyskland | Heavy equipment transporter                      | MAN chassis The MAN trucks are being replaced by Scania AB trucks. |
| MAN 41.372                |       | Østrig / Tyskland | Heavy wrecker                                    | MAN chassis The MAN trucks are being replaced by Scania AB trucks. |
| MAN 41.480                |       | Østrig / Tyskland | - Recovery vehicle - Heavy equipment transporter | MAN chassis The MAN trucks are being replaced by Scania AB trucks. |
| MAN 41.480                |       | Østrig / Tyskland | (TGA)                                            | MAN chassis The MAN trucks are being replaced by Scania AB trucks. |
| SCANIA G450 B8x8 HZ       |       | Sverige           |                                                  | Part of the replacement of the MAN family of vehicles |

### Motorcykler
| Navn            | Billede | Oprindelse       | Type        | Noter                                                              |
| --------------- | ------- | ---------------- | ----------- | ------------------------------------------------------------------ |
| BMW F650GS      |         | Tyskland         | Motorcycles | BMW family is being sold wether or not sale is complete is unknown |
| BMW R850RT      |         | Tyskland         | Motorcycles | BMW family is being sold wether or not sale is complete is unknown |
| Kawasaki KLR650 |         | Japan / Thailand | Motorcycles | [ 88 ]                                                             |
| KTM 450 EXC     |         | Tyskland         | Dirt bike   | Used by SOKOM                                                      |